# 德爾伍德 (北卡羅萊納州)
德爾伍德（英語：Dellwood）是位於美國北卡羅萊納州海伍德縣的非建制地區。

## 歷史
德爾伍德的郵局於1892年設立，其後於1953年停運。

## 地理
德爾伍德所處的海拔為高於海平面836米（即2743英呎），而該地所採用的時區為UTC-5，即北美东部时区（EST）。同時該地設有夏令時間，為UTC-5調快一小時，即UTC-4（EDT）。